# Economia neoclàssica
El terme economia neoclàssica o escola neoclàssica és un concepte imprecís utilitzat en economia; ciència política, etc., per a referir-se en general a un enfocament econòmic basat en l'anàlisi marginalista que inclou la percepció de l'Homo œconomicus.
Generalment s'empra en dues accepcions: per a referir-se als desenvolupaments en el pensament econòmic entre 1870 i 1920, que concep el valor com a resultat de la interacció entre una demanda basada en la utilitat del consumidor en termes marginals, i una oferta basada en els costos de producció, però aquesta vegada no mesurats des dels seus preus sinó des de la productivitat marginal dels factors de producció, tornant així a la concepció clàssica del capital, però sobre més sòlids fonaments marginalistes. L'economista neoclàssic de referència és Alfred Marshall.
L'economia neoclàssica és una aproximació a l'economia en què la producció, el consum i el preu de béns i serveis s'observen com a impulsades pel model d'oferta i demanda. Segons aquesta línia de pensament, el valor d'un bé o servei es determina mitjançant una hipotètica maximització de la utilitat per part d'individus amb ingressos limitats i dels beneficis per part de les empreses que s'enfronten als costos de producció i utilitzen la informació disponible i els factors de producció. Aquest enfocament s'ha justificat sovint apel·lant a la teoria de l'elecció racional, una teoria que ha estat qüestionada considerablement en els últims anys.
El terme serveix per a designar més o menys críticament el que es considera el pensament econòmic ortodox o dominant (mainstream) en l'actualitat. Entre els neoclàssics moderns pot distingir-se, entre d'altres, als nous clàssics (molts dels quals són partidaris del monetarisme) i els adherents de la síntesi neoclàssica L'economia neoclàssica va dominar històricament la microeconomia i, juntament amb el keynesianisme va formar la síntesi neoclàssica que va dominar l'economia dominant com a economia neokeynesiana des de la dècada de 1950 fins a la dècada de 1970. Va competir amb la nova economia keynesiana com a nova macroeconomia clàssica en l'explicació dels fenòmens macroeconòmics des de la dècada de 1970 fins a la dècada de 1970, quan es va identificar com a part de la nova síntesi neoclàssica juntament amb el nou keynesianisme. Hi ha hagut moltes crítiques a l'economia neoclàssica, algunes de les quals s'han incorporat a les noves versions de la teoria neoclàssica, mentre que algunes continuen sent camps diferents.